# Ji Liping
Dans ce nom chinois, le nom de famille, Ji, précède le nom personnel.
Pour les articles homonymes, voir Liping (homonymie).
Ji Liping (chinois : 季丽萍, née le 9 décembre 1988) est une nageuse chinoise spécialiste des épreuves de brasse. En 2011, lors des Championnats du monde organisés à Shanghai, elle décroche la médaille de bronze du 100 m brasse derrière l'Américaine Rebecca Soni et l'Australienne Leisel Jones. L'année précédente, elle avait inauguré son palmarès au niveau planétaire en se parant du même métal lors des Championnats du monde en petit bassin tenus à Dubaï aux Émirats arabes unis.

## Palmarès

### Championnats du monde
| Épreuve           | Édition                            | Édition                            |
| Épreuve           | Melbourne 2007                     | Shanghai 2011                      |
| 50 m brasse       | 9e temps des demi-finales 31 s 75  | —                                  |
| 100 m brasse      | 27e temps des séries 1 min 11 s 08 | Bronze 1 min 6 s 52                |
| 200 m brasse      | —                                  | 17e temps des séries 2 min 27 s 91 |
| 4 × 100 m 4 nages | —                                  | Argent 3 min 55 s 61               |

| Épreuve      | Édition         | Édition             |
| Épreuve      | Shanghai 2006   | Dubaï 2010          |
| 50 m brasse  | 8e 31 s 18      | —                   |
| 100 m brasse | 6e 1 min 7 s 84 | Bronze 1 min 4 s 79 |
| 200 m brasse | —               | 6e 2 min 21 s 05    |